# Ferrocarril Madeira-Mamoré

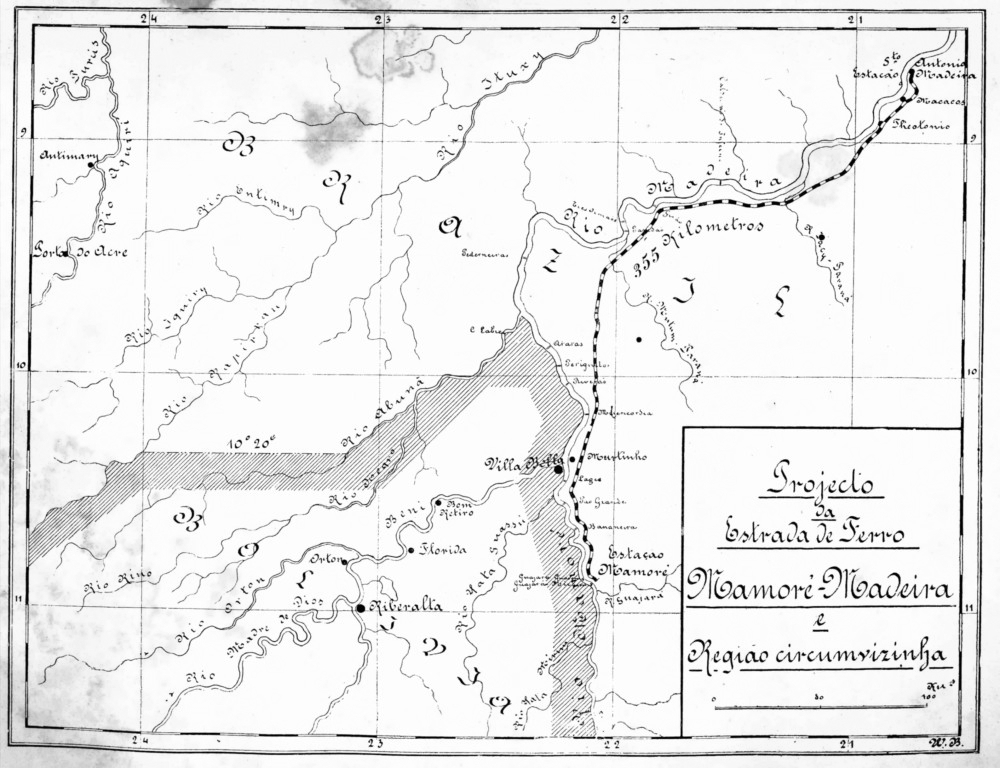
Mapa del Ferrocarril Madeira-Mamoré

El Ferrocarril Madeira-Mamoré es un ferrocarril de Brasil, construido entre 1907 y 1912, que unía las ciudades de Porto Velho y Guajará-Mirim, en el estado de Rondônia.
También conocido como el ferrocarril del diablo (Ferrovia do Diabo en portugués) debido a los miles de muertes ocurridas durante su construcción, el último trecho de la vía férrea fue inaugurado el 30 de abril de 1912. Tal ocasión registra la llegada del primer tren a la ciudad de Guajará Mirim, ciudad fundada en esa misma fecha. El ferrocarril fue iniciado por el megaempresario estadounidense Percival Farquhar y tenía como propósito principal transportar la producción de caucho de Bolivia y Brasil hacia el puerto de Belém, en el Océano Atlántico.
La línea férrea fue parcialmente desactivada en los años 1930 y totalmente desactivada en 1972. Volvió a funcionar en 1981 en un trecho de apenas siete kilómetros de los 364 del total original y solamente para fines turísticos.
El escritor Alberto Vázquez-Figueroa hace referencia a este tren en Manaos (1975) a través del cual los protagonistas huyen a la libertad.